# Dickinson (efternamn)
Dickinson är ett efternamn.

## Personer med efternamnet
- Angie Dickinson
- Bruce Dickinson
- Carl Dickinson
- Daniel Dickinson
- Emily Dickinson
- Janice Dickinson
- Jason Dickinson
- Jimmy Dickinson
- John Dickinson (politiker)
- Lester J. Dickinson
- Luren Dickinson
- Peter Dickinson
- Philemon Dickinson
- Thorold Dickinson
- Willoughby Dickinson